# حک سفلی
حک سفلی یک روستا در ایران است که در دهستان پل دو آب واقع شده‌است. حک سفلی ۴۴۹ نفر جمعیت دارد.